# Баркли-стрит (Манхэттен)
Ба́ркли-стрит (англ. Barclay Street) — односторонняя улица в Нижнем Манхэттене, Нью-Йорк. Баркли-стрит берёт начало от Бродвея и заканчивается на Вест-стрит. Параллельно улице к югу от неё проходит Визи-стрит, к северу — Парк-Плейс.
Своё название улица получила в честь преподобного Генри Баркли, ставшего в 1746 году вторым настоятелем Церкви троицы. Баркли активно занимался просветительской деятельностью среди мохоков и, помимо английского и голландского, знал их язык.
В конце XVIII столетия на средства, выделенные королём Испании Карлом III, католики Нью-Йорка планировали возвести на Брод-стрит католическую церковь. Однако на волне антикатолических настроений городские власти выделили под неё место на Баркли-стрит, находившейся в те годы за городской чертой. И в 1785-86 годах по адресу Баркли-стрит, 22 на пересечении с Черч-стрит, была возведена Церковь Святого Петра. В 1836—1840 годах она была перестроена. К началу XIX века благодаря своему удачному Баркли-стрит, как и прилегающие к ней улицы, снискала популярность у местных зажиточных торговцев.
Во время атак 11 сентября крыша Церкви Святого Петра была пробита обломками самолёта.

## Галерея
- Церковь Святого Петра[англ.]
- Всемирный торговый центр 7
- Здание Черч-стрит, 90[англ.] на пересечении с Баркли-стрит